# Lucette Valensi
Lucette Valensi es una historiadora francesa nacida bajo el nombre de Lucette Chemla en Túnez, en 1936.

## Biografía
Después de la obtención de su licencia de historia de Sorbona en 1958, resulta profesora de historia y de geografía en 1963 después del doctorado en historia moderna en 1974. Se une algún tiempo al Partido comunista francés, después se compromete con el anticolonialismo dando apoyo al Frente de liberación nacional argelina y al Comité Vietnam Nacional.
Comienza su carrera de enseñante y de investigadora en Túnez entre 1960 y 1965. Después de esta experiencia norte-africana, es sucesivamente directora de estudios en la Escuela de Altos Estudios (París), donde dirige el Centro de investigaciones históricas de 1992 a 1996 antes de crear y dirigir el Instituto de estudios del islam y de las sociedades del mundo musulmán de 2000 a 2002. Queda igualmente como miembro asociada del Centro de investigaciones históricas.
En febrero de 1979, forma forma parte las 34 firmantes de la declaración redactada por Léon Poliakov y Pierre Vidal-Naquet para desmontar la retórica negacionista de Robert Faurisson.

## Distinciones (en francés)
- Chevalier de la Legión de Honor
- Commandeur del Orden de los Palmes académicos
- Oficiar del Orden tunisien del Mérito cultural[6]

## Publicaciones (en francés)
- Magreb antes el apresamiento de Argel, París, Flammarion, 1969[7]
- Fellahs tunisiens: la economía rural y la vida de las campañas al 18.º y #19.º siglos, París, Oveja, 1977[8]
- Se the Eve of Colonialism: North Africa Before the French Conquest, Londres, Africa publicaciones, 1982
- The Last Arab Jews. The communities of Djerba, Tunisia, Harmond Academic Publishers, 1984 ("Los Últimos judíos árabes"), traducido bajo el título Judío en tierra de Islam. Las comunidades de Djerba, ediciones del Archivo contemporáneo, 1985, en colaboración con Abraham L. Udovitch.[9]
- Memorias Judías (con Nathan Wachtel), París, Gallimard, 1986[10]
- Fables de la memoria la gloriosa batalla de los tres reyes, París, Umbral, 1999[11]
- La Fuga en Egipto : Historias de Oriente & de Occidente, París, Umbral, 2002
- El Islam en dissidence, genèse de un enfrentamiento, Referencia vacía (ayuda)arís,, ,, 236 p.
- El Islam, el islamisme y el Occidente : Genèse de un enfrentamiento (con Gabriel Martinez-Gordo), París, Umbral, 2004
- Mardochée Naggiar : Investiga sobre un desconocido, París, Stock, 2008[12]
- Estos extranjeros familiares, París, Payot, 2012
- Judíos y musulmanes en Argelia, París, Tallandier, 2016